# خاطر (المهرة)

تعديل مصدري - تعديل

خاطر هي إحدى قرى عزلة سيحوت بمديرية سيحوت التابعة لمحافظة المهرة، بلغ تعداد سكانها 347 نسمة حسب تعداد اليمن لعام 2004.